# Claude-Étienne Michel

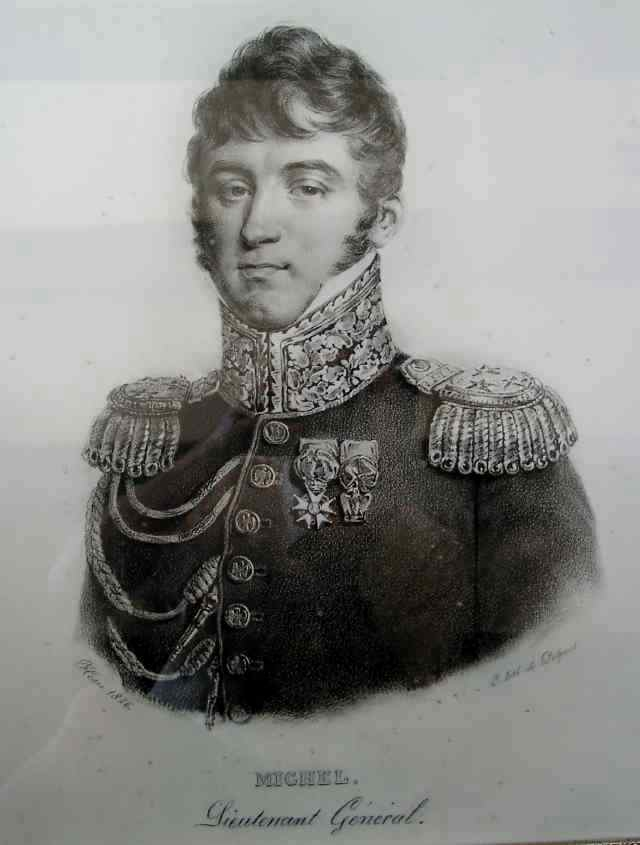
Claude-Étienne Michel.

Claude-Étienne Michel, född den 3 oktober 1772 i Pointre, död den 18 juni 1815 i slaget vid Waterloo, var en fransk general. 
Michel avancerade från menig soldat (1791) till divisionsgeneral (1813), i vilken egenskap han utmärkte sig särskilt vid Montmirail (11 februari 1814). Efter Napoleons fall (1814) slöt Michel sig till Ludvig XVIII, men övergick till den avsatte kejsaren efter dennes återkomst från Elba (1815). I spetsen för "unga gardet" stupade han vid Waterloo.